# Green Mountain National Forest

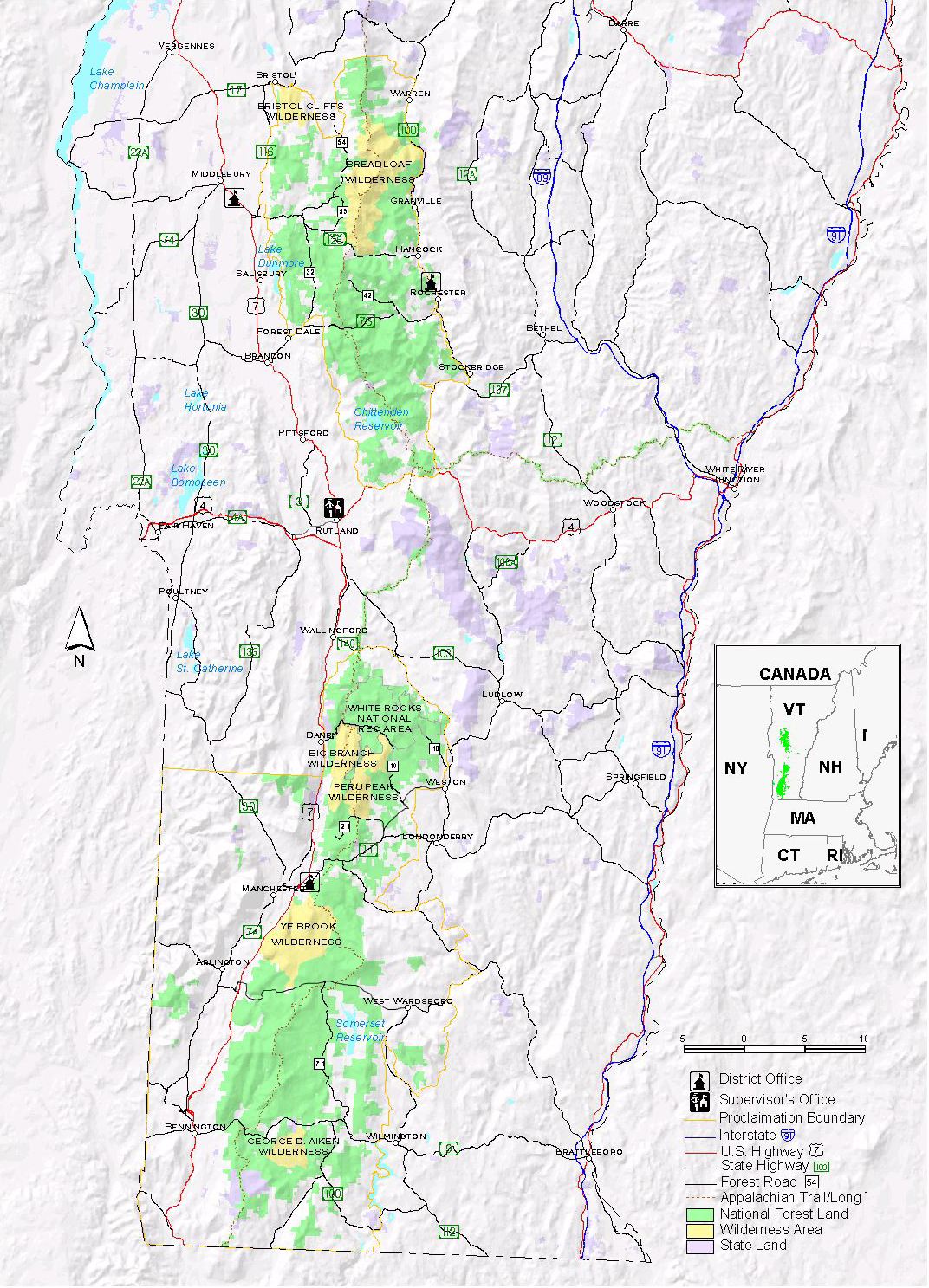
Karte des Green Mountain National Forests (Stand: 2014)

Der Green Mountain National Forest ist ein 1615 Quadratkilometer großer National Forest im US-Bundesstaats Vermont in den Green Mountains. Er erstreckt sich dabei über Gebiete des Bennington, Addison, Rutland, Windham, Windsor und des Washington Countys. Nächster Ort ist Rutland.
Der Green Mountain National Forest ist der einzige National Forest im ganzen Staat Vermont und einer von zwei National Forests in Neuengland neben dem White Mountain National Forest in New Hampshire und Maine. Dabei ist er in zwei etwa gleich große Gebiete getrennt.

## Verwaltung
Der Green Mountain National Forest und der Finger Lakes National Forest werden administrativ als Green Mountain and Finger Lakes National Forests mit der Hauptverwaltung in Rutland verwaltet. Derzeit ist ein neuer Hauptsitz in Bau, der sich in Mendon befindet. Dieser soll bald eröffnet werden.
Ranger Offices befinden sich zudem in Manchester und Rochester.

## Geschichte
Vor der Besiedlung der Region durch Einwanderer im 17. und 18. Jahrhundert war das Gebiet Land der Westlichen Abenaki. Im Verlaufe des 18. und 19. Jahrhunderts wurden die Abenaki nach und nach vertrieben und hauptsächlich Siedlungen aufgebaut, die von Landwirtschaft lebten. Während des 19. Jahrhunderts wandelte sich der Nutzen des Gebiets auch in Richtung dem Abbau von Kohle. Ab dem frühen 20. Jahrhundert setzten sich vermehrt Bürger und Abgeordnete von Vermont ein, einen National Forest in ihrem Bundesstaat zu haben. 1927 kam es in Vermont zu verheerenden Überschwemmungen, was die Schaffung des National Forests beschleunigte. Somit wurde der Green Mountain National Forest am 25. April 1932 per Dekret von Präsident Herbert Hoover gegründet. Somit rührte die Gründung im Endeffekt hauptsächlich im Schutz des lokalen Wasserhaushalts, Ressourcen für die lokale Waldwirtschaft und Bewahrung. Zudem sollte der National Forest als Paradestück für gute Forstwirtschaft dienen.
Ursprünglich wurde der Green Mountain National Forest durch stark abgeholztes, erodiertes oder verlassenes Land zusammengesetzt. Diese Böden waren oft in schlechtem Zustand und somit für die privaten Besitzer nicht mehr von Wert. In neuerer Zeit wird kontinuierlich durch Zukauf von Land von einwilligenden Privatpersonen erweitert. Im Jahre 1986 gewährte der Kongress 6,7 Mio. Dollar für den Kauf von Land mit der Fläche von 23.000 Acres. Dabei kaufte The Nature Conservancy, eine Umweltschutzorganisation, im selben Jahr 12.000 Acres für 3,1 Mio. Dollar, was den teuersten Landkauf im Nordosten der Vereinigten Staaten bis anhin bedeutete. Die Organisation wollte es für denselben Preis an den U.S. Forest Service weiterverkaufen.

## Flora und Fauna

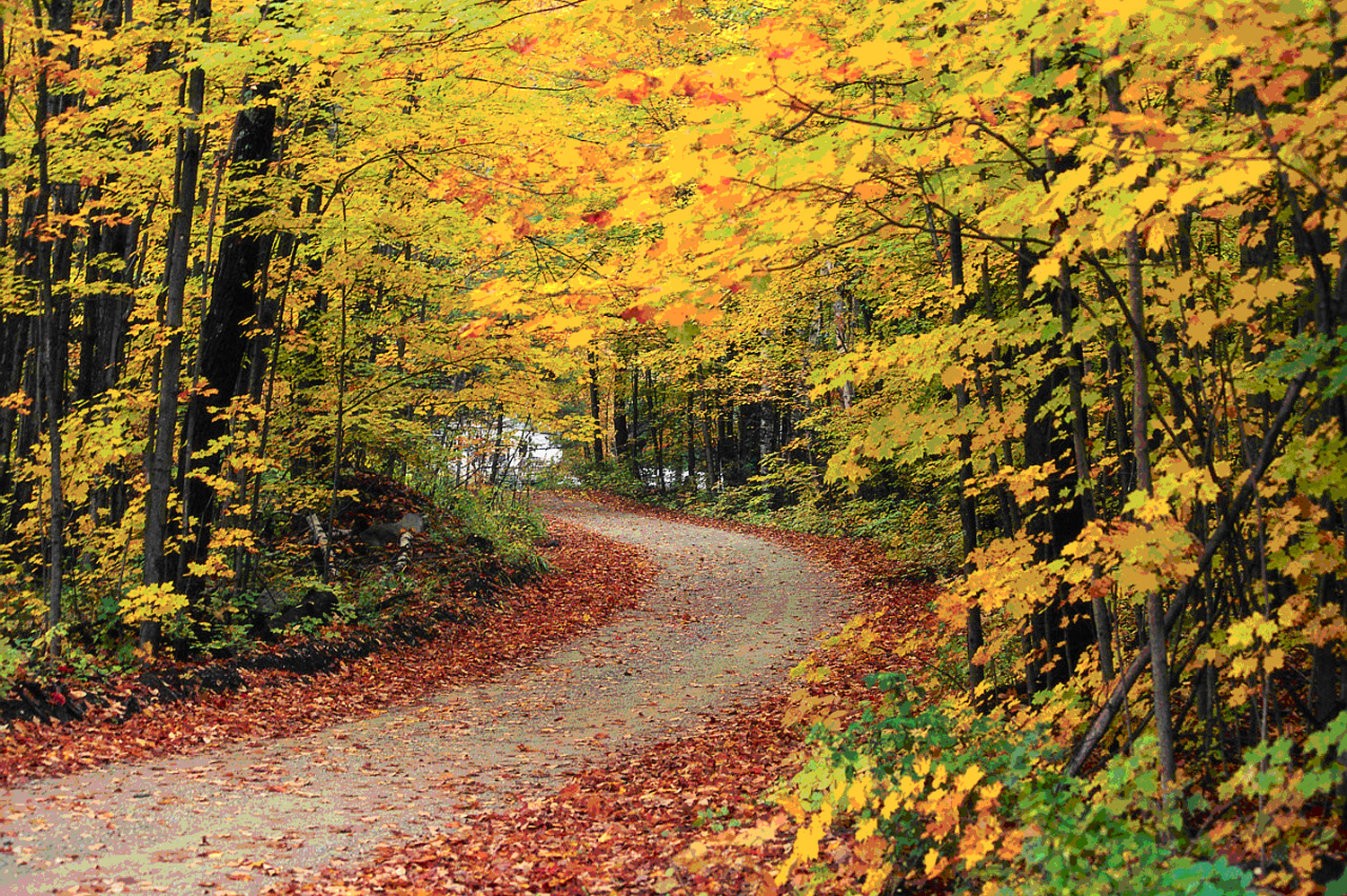
Herbstlicher Wald im Green Mountain National Forest

Der Green Mountain National Forest ist geprägt durch eine starke Bewaldung von Laubbäumen, wie für Vermont typisch, dessen Fläche zu 78 % von Wald bedeckt ist. Dabei setzt sich der Wald überwiegend aus sogenannten Northern Hartwoods zusammen.
Im Gebiet sollen viele gefährdete Arten untergebracht werden, die im sonst dicht besiedelten Nordwesten der Vereinigten Staaten keinen Platz fänden. Man versucht intensivst nicht einheimische Arten zu vertreiben oder Arten, die in Überzahl vorhanden sind, wie den Atlantischen Lachs, zurückzudrängen.

## Attraktionen und Infrastruktur

### Wege
- The Long Trail: Von Williamstown bis zur kanadischen Grenze über 420 km entlang der Green Mountains.
- Appalachian Trail: Von Georgia bis Maine entlang der gesamten Appalachen.[5]
- Robert Frost Interpretive Trail: Weg mit informativen Schildern am Wegrand zum Poeten Robert Frost in Ripton.[6]

### Campingplätze
- Grout Pond, Stratton
- Hapgood Pond, Peru
- Red Mill Brook, Woodford
- Chittenden Brook, Chittenden
- Moosalamoo, Goshen
- Greendale, Weston
- Silver Lake, Leicester

### Wintersportgebiete
Im Green Mountain National Forest befinden sich fünf alpine Skigebiete sowie sieben Gebiete mit Einrichtungen für Nordic Walking. Es werden keine neuen Skigebiete erlaubt und die bisher bestehenden müssen sich an Auflagen halten.
- Bolton Alley Resort, Richmond
- Sugarbush Resort, Warren
- Mad River Glen, Waitsfield
- Stowe Mountain Resort, Stowe
- Smugglers Notch Resort, Jeffersonville